# Máquina Virtual Paralela
La Máquina Virtual Paralela (conocida como PVM por sus siglas en inglés de Parallel Virtual Machine) es una biblioteca para el cómputo paralelo en un sistema distribuido de computadoras. Está diseñado para permitir que una red de computadoras heterogénea comparta sus recursos de cómputo (como el procesador y la memoria RAM) con el fin de aprovechar esto para disminuir el
tiempo de ejecución de un programa al distribuir la carga de trabajo en varias computadoras.
La biblioteca PVM fue desarrollada por la Universidad de Tennessee, el Laboratorio Nacional Oak Ridge y la Universidad Emory. La primera versión fue escrita en ORNL en 1989, y después de ser modificado por la Universidad de Tennessee, fue lanzada la versión 2 en marzo de 1991. La versión 3 fue lanzada en marzo de 1993 con mejoras en la tolerancia a fallas y portabilidad.
Dispone de un Debugger gráfico que se llama XPVM, aunque hay otros desarrollos similares.
- Datos: Q963222